# Educação religiosa
O Ensino Religioso Escolar é hoje caracterizado como Componente Curricular da Educação Básica com currículo próprio e integrante da Base Nacional Curricular Comum. Contudo, é o Componente Curricular mais polêmico e intrigante, pois, tem suas origens nos tempos do Brasil Colônia e do Brasil Império, em que esteve intrinsicamente associado com a educação catequética, confessional e doutrinária da Igreja Católica. 
Durante muito tempo foi entendida e confundida com o Ensino de Religião (Teologia), que é uma disciplina descritiva e reflexiva sobre os fundamentos, costumes e valores de uma ou mais religiões. Pode se dar tanto no ambiente doméstico quanto no ambiente escolar. Pode ser confessional (quando ministra exclusivamente informações referentes a uma determinada religião) ou plurirreligiosa (quando ministra informações sobre os principais grupos religiosos). Porém, hoje é regida pela Ciência da Religião que visa estudar, sobretudo o fenômeno religioso e a ideia de sagrado. Sendo assim, o Ensino Religioso Escolar versa sobre questões relacionadas a imanência (dimensão concreta, biológica) e a transcendência (dimensão subjetiva, simbólica).

## No Brasil

### Educação religiosa no ensino público - relações com a laicidade estatal
De acordo com o § 1º do artigo 210 da Constituição Brasileira de 1988, o Ensino Religioso é a única disciplina escolar (hoje Componente Curricular)  garantida pela Constituição, mas não obrigatória. Desde então a possibilidade do Ensino Religioso ser confessional foi amplamente discutida pela sociedade brasileira. O Ensino Religioso Escolar também é regulamentado pela LDB- Lei de Diretrizes e Base da Educação (Lei 9.394/1996) e pelas Diretrizes Curriculares Nacionais Gerais para a Educação Básica (Parecer CNE/CEB nº7/2010 e Resolução CNE/CEB nº 4/2010). Sendo que a Resolução CNE/CEB nº 4/2010 no § 1º de artigo 14, define o Ensino Religioso Escolar como um das disciplinas/Componentes Curriculares que devem integrar a Base Nacional Comum na Educação Básica.

#### História

##### Brasil Colônia
Até a administração do Marquês de Pombal no Brasil, tal como em todo o Império Português, o Ensino Religioso era generalizado, sendo ministrado especialmente pelos jesuítas, que controlavam o ensino. A partir da administração do Marquês de Pombal, o ensino passou a ser controlado pela coroa portuguesa.
Instaurando novas diretrizes, o governo do Marquês de Pombal não teve dúvidas em modificar profundamente tudo o que até então havia sido estabelecido em matéria de ensino, no Brasil e em Portugal, inclusive com a expulsão dos jesuítas do Brasil. Contrariando a opinião do Visconde de São Leopoldo, que disse que a “expulsão da Companhia inaugurou terrível período de ignorância em nossa terra, de Norte a Sul”, Hélio Vianna diz que, pelo contrário, "numerosas foram as escolas de primeiras letras, as aulas e cadeiras de gramática, geografia, latim, grego, hebraico, retórica, poética, filosofia, matemática etc., abertas em todo país, até em pequenas vilas, a partir da reforma pombalina". Alguns governadores e vice-reis, como o Conde de Bobadela e o Marquês de Lavradio, são lembrados como protetores da instrução e das Letras, favorecendo, por exemplo, a criação das Academias dos Seletos (em 1752) e Científica (em 1772). Para Vianna, bastava citar uma série de medidas, mesmo parciais, para verificar que, a exemplo do que era feito ao tempo dos jesuítas, e até com alguns efetivos aperfeiçoamentos, continuou o governo português a cuidar do ensino no Brasil, com resultados às vezes excelentes.
Conforme Vianna, a política educacional na época implantada por Portugal no Brasil atendeu as necessidades do meio e da época em que se deu.
Com o fim da administração do Marquês de Pombal, o ensino voltou a ser controlado por religiosos.

##### República Velha (Constituição de 1891)
A Constituição Federal Brasileira de 1891 era laica, não fazendo sequer menção a Deus. Com isso, separou a esfera pública da esfera privada. E Ruy Barbosa, que também teve seu lado de reformador social, traduzindo, até mesmo, livros pedagógicos para o português, em conformidade com a Constituição, defendeu a laicidade do ensino nas escolas públicas, em um parecer apresentado em setembro de 1882, na condição de deputado, escrevendo o seguinte no tópico que tratava sobre a laicidade:
| “ | As escolas primárias do Estado, bem como em todas as que forem sustentadas ou subvencionadas à custa do orçamento do Império ou de quaisquer propriedades, impostos ou recursos, seja de que ordem forem, consignadas nesta ou noutra qualquer lei geral, ao serviço da instrução pública, é absolutamente defeso ensinar, praticar, autorizar ou consentir o que quer que seja, que importe profissão de uma crença religiosa ou ofenda a outras. O ensino religioso será dado pelos ministros de cada culto, no edifício, se assim o requererem, aos alunos cujos pais o desejem, declarando-o ao professor, em horas que regularmente se determinarão, sempre posteriores às da aula, mas nunca durante mais de 45 minutos cada dia, nem mais de três vezes por semana. A qualidade de funcionário na administração, direção ou inspeção do ensino público, primário, secundário ou superior, é incompatível com o caráter eclesiástico, no clero secular ou regular, de qualquer culto, igreja ou seita religiosa. | ” |

Mesmo após a alegada mudança de postura de Ruy Barbosa em relação ao catolicismo, religião da qual ele teria se reaproximado a partir de 1903 com o Discurso no Colégio Anchieta, já em 1910, em seu discurso inaugural da campanha presidencial, proferido no Teatro Lírico do Rio de Janeiro, em 3 de outubro de 1909, Ruy Barbosa voltou a sustentar a posição de que o ensino nas escolas públicas teria de ser laico.
| “ | Católico (...) associei sempre à religião a liberdade, bati-me sempre, no Brasil, entre os mais extremados, pela liberdade religiosa, fui, no Governo Provisório, o autor do ato, que separou a Igreja do Estado, e com satisfação íntima reivindico a minha parte na solução constitucional, que emancipou, em nossa terra, a consciência cristã dos vínculos do poder humano. | ” |

Depois, prossegue:
| “ | O princípio das igrejas livres no Estado livre tem duas hermenêuticas distintas e opostas: a francesa e a americana. Esta sinceramente liberal, não se assusta com a expansão do Catolicismo, a mais numerosa, hoje, de todas as confissões nos Estados Unidos, que nela vêem um dos grandes fautores da sua cultura e da sua estabilidade social. Aquela, obsessa do eterno fantasma do clericalismo, gira de reação em reação, inquieta, agressiva, proscritora. Com uma, sob as formas de liberdade republicana, assiste o século vinte ao tremendo acesso de regalismo, que baniu do país, em França, todas as congregações religiosas. Sob a outra se reúnem, na América do Norte, os prófugos da perseguição ultramarina, e as coletividades religiosas se desenvolvem, tranquilas, prósperas, frutificativas, sem a mais ligeira nuvem no seu horizonte. Na melhor cordialidade, os prelados romanos e os membros do Sacro Colégio se sentam à mesa de Roosevelt, o protestante, que, não falta um só domingo, no templo do seu culto, aos deveres do serviço divino. Foi esta liberdade religiosa que nós escrevemos na constituição brasileira. Esta exclui do programa escolar o ensino da religião. Mas não consente que o ensino escolar, os livros escolares professem a irreligião e a incredulidade, nem obsta, quando exigido pelos pais, ao ensino religioso pelos ministros da religião, fora das horas escolares, no próprio edifício da escola. | ” |

O modus operandi exposto por Ruy Barbosa em relação ao Ensino Religioso é completamente diferente do Decreto 19.941, de 1931, de Getúlio Vargas, e do acordo que trata das relações entre o Brasil e o Vaticano realizado em 2009, como exposto na sequência.
Salvo nos primeiros anos, por ainda conservar a tradição monárquica, o ensino público passou a ser laico no Brasil. No entanto o Ensino Religioso será reintroduzido nas escolas públicas, com amparo legal, em 1928, no Estado de Minas Gerais. O então presidente de Minas Gerais, Antônio Carlos Ribeiro de Andrada, baixou um decreto em 1928 autorizando o ensino do catecismo nas escolas primárias de seu estado. Em 1929, a Assembleia Legislativa de Minas Gerais aprovou uma lei que determinava o ensino religioso nas escolas públicas do estado, prevendo frequência facultativa às aulas sem fazer alusão a nenhuma religião em particular. O artigo 1º da lei de 12 de outubro de 1929 determinava que nas escolas públicas é permitido o ensino religioso dentro do horário escolar.

##### Revolução de 1930 e Segunda República (1930-1937)
Após a Revolução de 1930, Getúlio Vargas assumiu a chefia do "Governo Provisório" em 3 de novembro de 1930. Os efeitos dessa Revolução demoraram a aparecer, e uma nova Constituição foi aprovada em 1934, chamada Constituição de 1934, depois de forte pressão social, como a Revolução Constitucionalista de 1932.
Mas, ainda em 1931, Getúlio e seu governo passaram a fazer alterações no Estado Brasileiro. Uma delas foi a criação do Decreto 19.941, de 30 de abril de 1931, que instituiu o Ensino Religioso nos cursos primário, secundário e normal. Apesar de seu artigo 1º expressar que o Ensino Religioso era facultativo, o artigo 2º estabelecia que só seriam dispensados, das aulas de religião, os alunos cujos pais ou tutores, no ato da matrícula, a requeressem. Ou seja: ao contrário de uma disciplina eletiva comum, que só estão obrigados a cursá-la aqueles que nela inscreverem-se, neste caso todos deveriam cursá-la, com a exceção daqueles que expressamente requeressem não fazê-lo. No caso de silêncio o aluno a cursaria, numa clara inversão do ônus da declaração de vontade considerando aquilo que tradicionalmente se entende por "disciplina eletiva".
Muitos educadores, assim como pessoas de outras áreas, opuseram-se a esse Decreto. Aqui, começam a ter destaque nomes como Anísio Teixeira, Fernando de Azevedo, Gilberto Freyre, Lourenço Filho e Cecília Meireles no movimento Escola Nova.
Cecília Meireles foi uma grande crítica desse decreto e expôs a sua posição em várias colunas escritas para o Diário de Notícias. Em uma coluna escrita no dia 6 de maio de 1931, por exemplo, ela disse o seguinte sobre o decreto 19 941:
| “ | [Ele é] Um decretozinho provinciano, para agradar a alguns curas, e atrair ovelhas... Porque – não se acredita que nenhum espírito profundamente religioso – qualquer que seja a sua orientação religiosa – possa receber com alegria esse decreto em que fermentam os mais nocivos efeitos para a nossa pátria e para a humanidade. | ” |

Em outro artigo, publicado no dia 5 de maio de 1931, também publicado pelo Diário de Notícias, ela alerta para os perigos da corrupção que o ensino religioso pode causar:
| “ | Os adolescentes, pode ser que cheguem a entender alguma coisa. Porque esses estão numa idade cheia de perigos, – sentimental, vibrátil, romântica. Embriagados de incensos, com a imaginação transviada para abstrações facilmente pecaminosas, com o famoso terror do diabo e alguns exemplos eloquentes de hipocrisia moral, ao sabor de uma época em que a força dos revoltados esquece, às vezes, que é preciso perdoar sempre, – convencida de que se costuma abusar demais dos generosos, – estaremos assim, com uma juventude preparada para a debilidade dos Junqueiras Freires e das Bovarys, – juventude que, para se salvar, só poderá lançar mão de um processo ainda mais covarde que a sua vida: a manha de dizer que sim com a boca e não com o pensamento, e ir fazendo às escondidas todas as coisas tortas que puderem, em troca das direitas, que não aprenderam a fazer". | ” |

Neste período, também merece destaque o Manifesto dos Pioneiros da Educação Nova, citando um dos princípios fundamentais do ensino público:
| “ | A laicidade, que coloca o ambiente escolar acima de crenças e disputas religiosas, alheio a todo o dogmatismo sectário, subtrai o educando, respeitando-lhe a integridade da personalidade em formação, à pressão perturbadora da escola quando utilizada como instrumento de propaganda de seitas e doutrinas". | ” |

Apesar de tudo, a Constituição de 1934, democrática e social, consagrou o ensino religioso nas escolas públicas de uma forma bem clara, era esta a vontade da maioria esmagadora dos constituintes, representantes da nação:
| “ | Art 153 - O ensino religioso será de frequência facultativa e ministrado de acordo com os princípios da confissão religiosa do aluno manifestada pelos pais ou responsáveis e constituirá matéria dos horários nas escolas públicas primárias, secundárias, profissionais e normais. | ” |

##### Estado Novo (1937-1945)
É instaurado o Estado Novo, e é mantido o ensino religioso nas escolas públicas, o que fazia parte de uma política de Getúlio Vargas de proximidade com a Igreja Católica.
Paradoxalmente, foi exatamente na Constituição de 1937, chamada de polaquinha, verdadeira carta ditatorial, que nenhuma menção se fez a respeito do ensino religioso nas escolas públicas e, por influência deste mesmo pensamento laicista e positivista, a Constituição de 1937 retirou, do preâmbulo, até a clássica invocação da "proteção de Deus" constante das demais cartas constitucionais brasileiras.

##### Nova Democracia (Constituição de 1946 – Vigente Até 1964)
Em contraposição à constituição ditatorial do Estado Novo, neste novo período de restabelecimento democrático, os constituintes quiseram inserir novamente na Carta Magna, na Constituição de 1946 o seguinte dispositivo:

Art 168 - A legislação do ensino adotará os seguintes princípios:
(...)
V - o ensino religioso constitui disciplina dos horários das escolas oficiais, é de matrícula facultativa e será ministrado de acordo com a confissão religiosa do aluno, manifestada por ele, se for capaz, ou pelo seu representante legal ou responsável;

Neste período, ganha destaque a Carta Brasileira de Educação Democrática, ainda de 1945, que manifestava:
| “ | São objetivos da educação democrática: a) despertar a consciência da liberdade, o respeito pela diferenças individuais, o sentimento da responsabilidade e a confiança no poder da inteligência para encaminhamento e solução dos problemas sociais; (...) d) dar o maior relevo possível ao ensino das ciências, considerando que, além de ser a ciência grande fonte de progresso cultural, seu estudo concorre em magna parte, para criar e estimular o interesse pela verdade, espírito crítico e experimental e o sentimento de tolerância; e) evitar que influências dogmáticas deturpem o caráter democrático da escola e atentem contra a expansão da personalidade do educando. | ” |

Ainda do mesmo período é o "Manifesto dos Educadores - Mais uma Vez Convocados", de 1959, que apontava:
| “ | A luta que se abriu, em nosso país, entre os partidários da escola pública e os da escola particular, é, no fundo, a mesma que se travou e recrudesce hora nesse, hora naquele país, entre a escola religiosa (ou o ensino confessional), de um lado, e a escola leiga (ou o ensino leigo), de outro lado. Esse, o aspecto religioso que temos o intuito de apenas apontar como fato histórico que está nas origens da questão, e sem a mais leve sombra de desrespeito aos sentimento, que somos os primeiros a reverenciar, da maioria do povo brasileiro. Ela disfarça-se com freqüência, quando não se apresenta abertamente, sob o aspecto de conflito entre a escola livre (digamos francamente, a escola confessional) e a escola pública ou, para sermos mais claros, o ensino leigo, a cujo desenvolvimento sempre esteve historicamente ligado o progresso da educação pública. Mais, continuando a decomposição do problema em seus elementos principais, implica-se a campanha contra a escola pública, se não é um dos fatores que a desencadearam, um aspecto econômico: é praticamente uma larga ofensiva para obter maiores recursos do Estado, do qual se reclamam, não aumentar cada vez mais os meios de que necessita o ensino público, mais dessangrá-lo para sustentar, com o esgotamento das escolas que mantém, as de iniciativa privada. | ” |

Criticando a Igreja Católica, tal manifesto expressava:
| “ | Em matéria religiosa, somos pela liberdade de culto e de crenças e erguemo-nos, com o padre J.-Henri Didon, dominicano e louvável orador, contra todos aqueles que querem fazer da religião um instrumento de política (instrumentum regni) e contra todos aqueles que querem fazer da política um instrumento da religião. Eu tenho a observar (escreveu o grande dominicano) que nada na fé católica, na autoridade eclesiástica se opõe a uma opinião liberal, republicana, democrática. Chegou a hora talvez em que o catolicismo deve demonstrar por fatos públicos que sua larga ideia de universalidade não é uma palavra vã e que há nele lugar para todas as opiniões políticas desde que elas respeitem a verdade, justiça e a virtude. | ” |

Ainda constava no mesmo manifesto:
| “ | A tudo isso, como a qualquer plano de organização, em bases mais sólidas e democráticas, da educação nacional, opõem-se abertamente as forças reacionárias, e nós sabemos muito bem onde elas se encontram e quais são seus maiores redutos de resistência. Na luta que agora se desfechou e para qual interesses de vária ordem, ideológicos e econômicos, empurraram os grupos empenhados em sustentá-la, o que disputam, afinal, em nome e sob a capa de liberdade, é a reconquista da direção ideológico da sociedade, - uma espécie de retorno à Idade Média, e os recursos do erário público para manterem instituições privadas, que, no entanto, custeadas, na hipótese, pelo Estado, mas não fiscalizadas, ainda se reservariam o direito de cobrar o ensino, até a mais desenvolvida mercantilização das escolas. Serão desvios e acidentes no processo histórico de desenvolvimento da educação no país: a história, porém, não avança por ordem ou dentro de uma raciocínio lógico, e o problema é antes saber através de qual das desordens, criadoras ou arruinadoras, procuraremos, chegado o momento, encaminhar a nossa ordem, que é a que a Constituição Federal estabeleceu e consulta os supremos interesses da nação”. | ” |

##### Ditadura Militar (1964-1985)
Com a instauração da ditadura militar, continuou a ser realizado o ensino religioso nas escolas públicas que já vinha sendo praticado desde a Constituição de 1934.

##### Restauração da Democracia (1985-Atual/Constituição de 1988)
A Constituição Federal brasileira de 1988 é laica, ao contrário da Constituição de 1934, da Constituição de 1946, inalterada pela  Constituição de 1967/69 - no período da Ditadura Militar. Entretanto:

Art. 210. Serão fixados conteúdos mínimos para o ensino fundamental, de maneira a assegurar formação básica comum e respeito aos valores culturais e artísticos, nacionais e regionais.
§ 1º - O ensino religioso, de matrícula facultativa, constituirá disciplina dos horários normais das escolas públicas de ensino fundamental.

Observamos que é a única disciplina garantida, porém,  facultativa, ou seja, ninguém pode ser obrigado a cursá-la ou ser reprovado. Contudo, por conta do histórico e em detrimento ao texto expresso da Constituição, há quem defenda que o ensino religioso seja vedado pela constituição,
porque a constituição veda o proselitismo e seria necessário respeitar o direito fundamental de liberdade religiosa dos ateus, por exemplo. Por outro lado, há aqueles que o defendem, argumentando que a sociedade carece de valores e moralidade . 
A Lei de Diretrizes e Bases da Educação Nacional (Lei 9 394, de 20 de dezembro de 1996) consoante à CF, reconheceu o Ensino Religioso Escolar como opcional. A Lei 9.475, de 22 de julho de 1997 modificou o texto do art. 33 da Lei de Diretrizes e Bases da Educação Nacional, que passou a ser transcrito assim:
Art. 33. O ensino religioso, de matrícula facultativa, é parte integrante da formação básica do cidadão e constitui disciplina dos horários normais das escolas públicas de ensino fundamental, assegurado o respeito à diversidade cultural religiosa do Brasil, vedadas quaisquer formas de proselitismo. 

§ 1º Os sistemas de ensino regulamentarão os procedimentos para a definição dos conteúdos do ensino religioso e estabelecerão as normas para a habilitação e admissão dos professores.

§ 2º Os sistemas de ensino ouvirão entidade civil, constituída pelas diferentes denominações religiosas, para a definição dos conteúdos do ensino religioso."

### Crítica
O jurista Daniel Sarmento, por exemplo, tem o seguinte posicionamento:
| “ | A laicidade do Estado, levada a sério, não se esgota na vedação de adoção explícita pelo governo de determinada religião, nem tampouco na proibição de apoio ou privilégio público a qualquer confissão. Ela vai além, e envolve a pretensão republicana de delimitar espaços próprios e inconfundíveis para o poder político e para a fé. No Estado laico, a fé é questão privada. Já o poder político, exercido pelo Estado na esfera pública, deve basear-se em razões igualmente públicas – ou seja, em razões cuja possibilidade de aceitação pelo público em geral independa de convicções religiosas ou metafísicas particulares. A laicidade do Estado não se compadece com o exercício de autoridade pública com fundamento em dogmas de fé – ainda que professados pela religião majoritária –, pois ela impõe aos poderes estatais uma postura de imparcialidade e equidistância em relação às diferentes crenças religiosas, cosmovisões e concepções morais que lhes são subjacentes. | ” |

Recentemente, foi aprovado um acordo que trata das relações entre o Brasil e o Vaticano e prevê a possibilidade de ensino religioso nas escolas públicas. Essa aprovação não é impeditiva da proposição de uma ação para que seja declarada a inconstitucionalidade de tal acordo. A Associação Brasileira de Ateus e Agnósticos tem se colocado contra esse acordo.
Conforme muitos autores, o ensino de religião nas escolas públicas não passa de um "proselitismo dela sobre a infância (às expensas do Estado)", o que seria uma clara violação da Declaração Universal dos Direitos Humanos, em especial do artigo XVIII de tal carta que expressa que "[t]oda pessoa tem direito à liberdade de pensamento, consciência e religião" (a liberdade de religião é tanto para crer, quanto para não crer), e no artigo XXII, também da DUDH, que expressa que "[t]oda pessoa, como membro da sociedade, tem direito (...) ao livre desenvolvimento da sua personalidade", bem como ao direito de liberdade religiosa quando expresso na Constituição de um Estado Laico, como é o caso de Portugal e do Brasil, embora muitas pessoas não tenham consciência disso devido a postura da Igreja Católica e da imprensa em tais países. [carece de fontes?]
Em estudo publicado no ano de 2010 pela Universidade de Brasília, o ensino religioso no Brasil promove a intolerância religiosa e o preconceito. A partir da análise dos 25 principais livros didáticos usados nas escolas brasileiras, o estudo conclui que o material serve de proselitismo cristão, sobretudo católico romano, envolvendo a propagação do preconceito contra ateus e homossexuais. Segundo Débora Diniz, responsável pela pesquisa, "(o)s livros usam de generalizações para levar a desinformação e pregar o cristianismo".

### Legislação
A Lei de Diretrizes e Bases da Educação Nacional, em um dispositivo de constitucionalidade duvidosa, expressa que a educação religiosa é um componente da formação básica do cidadão e constitui disciplina dos horários normais das escolas públicas de ensino fundamental, assegurado o respeito à diversidade cultural religiosa do Brasil, e vedando quaisquer formas de proselitismo, com os conteúdos sendo estabelecidos pelos sistemas de ensino. Para lecionar a disciplina, é necessário que o educador possua diploma de curso superior, porém ainda são poucas as licenciaturas em ciência da religião no Brasil.

### Conteúdo curricular
A disciplina, legalmente, não pode ser usada como catequese. Os seus conteúdos curriculares variam muito, porém existem orientações para que se contemple a experiência religiosa dos educandos, sem, no entanto, ser proselitista. Isto inclui um estudo das religiões presentes no Brasil e sua influência nos costumes, na ideologias e nas relações sociais. Todavia, há propostas acadêmicas que utilizam a história das religiões como componente essencial do currículo do ensino religioso. Contudo, há de se observar, no currículo, conceitos pedagógicos modernos, sobretudo as quatro palavras que são particularmente relacionadas entre si e que delimitam uma abordagem científica e educacional:
- Pluridisciplinaridade[31]; Multidisciplinaridade
- Interdisciplinaridade[32]
- Transdisciplinaridade

## Em Portugal
A história da educação no Reino de Portugal e, posteriormente, no Império Português, é, em todo, coincidente com a do Brasil até à independência do Brasil em 1822. A responsabilidade pela educação era entregue à Igreja católica, facto que terminará com a implantação da República portuguesa em 1910.

Logo após, demonstrando o espírito anticlerical da política liberal jacobina ou maçónica, que se passou a viver nessa altura, contrariando a opção anterior tomada até aí, um dos primeiros presidentes da República, Afonso Costa, dizia o seguinte:
| “ | Precisamos de sentinelas cá dentro, para cortar as asas dos padres rebeldes, mesmo em algumas escolas oficiais, onde o ensino religioso é ainda ensinado, encapodamente umas, às claras outras. | ” |

Mais tarde, com o regime do Estado Novo, embora este fosse republicano, a influência católica fazia sentir imenso na educação, nomeadamente existindo uma disciplina ou aula obrigatória de Religião e Moral.
Hoje, com as políticas liberais trazidas pelo 25 de Abril de 1974, o contexto da educação em Portugal a Lei da Liberdade Religiosa define que em estabelecimentos do ensino básico e secundário das escolas públicas, a disciplina de Educação moral e religiosa é opcional. As comunidades religiosas inscritas podem solicitar autorização para leccionar esta disciplina. Para as confissões não católicas, é exigido um número mínimo de alunos; para a Igreja Católica esta exigência não se coloca.
Ao abrigo desta lei, algumas Igrejas Evangélicas e a Comunidade Internacional Bahá'í lecionam aulas de educação moral e religiosa em alguns estabelecimentos de ensino público.

É o seguinte o teor do artigo 24 da Lei de Liberdade Religiosa da República Portuguesa:
| “ | Artigo 24.º - Ensino religioso nas escolas públicas 1 — As igrejas e demais comunidades religiosas ou, em sua vez, as organizações representativas dos crentes residentes em território nacional, desde que inscritas, por si, ou conjuntamente, quando para o efeito professem uma única confissão ou acordem num programa comum, podem requerer ao membro do Governo competente em razão da matéria que lhes seja permitido ministrar ensino religioso nas escolas públicas do ensino básico e do ensino secundário que indicarem. 2 — A educação moral e religiosa é opcional e não alternativa relativamente a qualquer área ou disciplina curricular. 3 — O funcionamento das aulas de ensino religioso de certa confissão ou programa depende da existência de um número mínimo de alunos, que tenham, pelo encarregado de educação ou por si, sendo maiores de 16 anos, manifestado, expressa e positivamente, o desejo de frequentar a disciplina. 4 — Os professores a quem incumbe ministrar o ensino religioso não leccionarão cumulativamente aos mesmos alunos outras áreas disciplinares ou de formação, salvo situações devidamente reconhecidas de manifesta dificuldade na aplicação do princípio, e serão nomeados ou contratados, transferidos e excluídos do exercício da docência da disciplina pelo Estado, de acordo com os representantes das igrejas, comunidades ou organizações representativas. Em nenhum caso o ensino será ministrado por quem não seja considerado idóneo pelos respectivos representantes. 5 — Compete às igrejas e demais comunidades religiosas formar os professores, elaborar os programas e aprovar o material didáctico, em harmonia com as orientações gerais do sistema do ensino. | ” |

## Nos Estados Unidos
Nos Estados Unidos, o ensino religioso é proibido nas escolas públicas, exceto se for ensinado de forma neutra e acadêmica. Adotar apenas uma doutrina religiosa é considerado uma transgressão da cláusula de estabilização da primeira emenda da Constituição desde 1791.

## Na França
Na França, devido à Revolução Francesa (1789-1799), com a definitiva separação entre o estado e a religião, não existe ensino religioso em instituições públicas. Em escolas particulares, o ensino religioso é liberado sob a condição de não discriminação entre religiões.

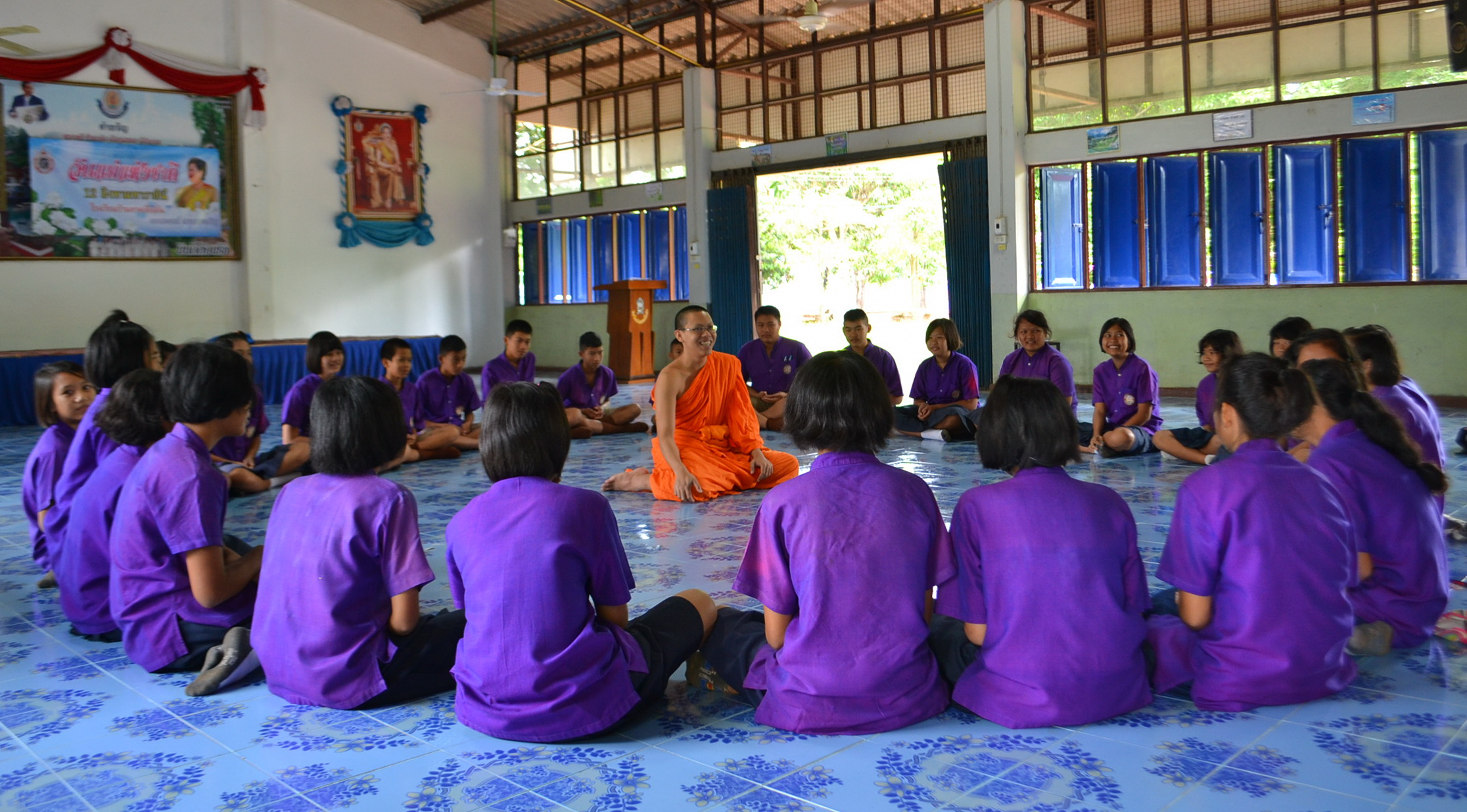
Aula de budismo num colégio na Tailândia